# Valdez-Gletscher
Der Valdez-Gletscher ist ein Gletscher im US-Bundesstaat Alaska  11 km östlich von Valdez.

## Geografie
Der 32 km lange Talgletscher hat sein Nährgebiet auf einer Höhe von 1800 m in den Chugach Mountains an der Südostflanke des Mount Cashman. Der im Mittel 1,4 km breite Gletscher strömt anfangs nach Osten und wendet sich bald nach Süden. Unterhalb der Gletscherzunge befindet sich auf einer Höhe von 69 m ein 1,8 km langer Gletscherrandsee. Dieser wird über den 6,5 km langen Valdez Glacier Stream zum Kopfende des Port Valdez, einer Bucht des Prinz-William-Sunds, entwässert. 

## Gletscherentwicklung
Wie viele andere Gletscher in der Region befindet sich der Valdez-Gletscher im Rückzug. Die Fläche des Gletscherrandsees hat sich in den letzten Jahrzehnten verdoppelt.